# Belide
Belide is een plaats (freguesia) in de Portugese gemeente Condeixa-a-Nova en telt 279 inwoners (2001).